# دویرات
دویرات (به عربی: دویرات) یک منطقهٔ مسکونی در تونس است که در استان تطاوین واقع شده‌است.